# Deropeltis pallidipennis
Deropeltis pallidipennis är en kackerlacksart som beskrevs av Adelung 1903. Deropeltis pallidipennis ingår i släktet Deropeltis och familjen storkackerlackor.
Artens utbredningsområde är Etiopien. Inga underarter finns listade i Catalogue of Life.